# Maaza Mengiste
Maaza Mengiste (sinh năm 1974) là nhà văn người Ethiopia-Mỹ và là tác giả của cuốn tiểu thuyết Beneath the Lion's Gaze năm 2011.

## Thời thơ ấu
Mengiste sinh năm 1974 tại Addis Ababa, Ethiopia, nhưng bà đã rời khỏi đó lúc 4 tuổi cùng với gia đình bà để chạy trốn khỏi cuộc Cách mạng Ethiopia. Tuổi thơ còn lại của bà sống tại Nigeria, Kenya và Hoa Kỳ. Sau này bà đã được học tập tại Italy với Học bổng Fulbright và nhận được tấm bằng MFA chuyên ngành viết sáng tạo của Đại học New York.

## Sự nghiệp
Mengiste cho xuất bản các quyển tiểu thuyết viễn tưởng và phi viễn tưởng nói về các cuộc di cư, cuộc cách mạng Ethiopia và hoàn cảnh của những người nhập cư cận Sahara đến châu Âu. Cuốn tiểu thuyết đầu tay Beneath the Lion's Gaze của bà - câu chuyện về một gia đình đang phải vật lộn để tồn tại trong những năm đầy biến động và đẫm máu của Cách mạng Ethiopia - được xướng tên là một trong 10 cuốn sách Châu Phi đương đại xuất sắc nhất theo The Guardian và được dịch sang tiếng Pháp, tiếng Đức, tiếng Ý, tiếng Hà Lan và tiếng Thụy Điển. Tác phẩm của bà đã xuất hiện trên The New York Times, The New Yorker, Granta, Lettre Internationale, Enkare Review, Callaloo, The Granta Anthology of the African Short Story và được phát sóng trên BBC Radio 4. Bà đạt vị trí Á quân tại Giải thưởng hòa bình văn học Dayton năm 2011, và lọt vào vòng chung kết Giải thưởng tiểu thuyết đầu tiên của Flaherty-Dunnan, NAACP Image Award và Indies Choice Book of the Year Award ở hạng mục Adult Debut. Năm 2013, bà là hội viên Puterbaugh của tạp chí Văn học thế giới ngày nay. Bà chịu ảnh hưởng của E. L. Doctorow, Toni Morrison, James Baldwin và Edith Wharton.
Mengiste cũng đã tham gia vào công việc nhân quyền. Bà phục vụ trong ban cố vấn của Warscapes, một tạp chí trực tuyến độc lập làm nổi bật các cuộc xung đột hiện tại trên toàn thế giới và được liên kết với Trung tâm mới về quyền trẻ em nhập cư.
Cùng với Edwidge Danticat và Mona Eltahawy, Mengiste đã đóng góp một phần cho bộ phim tài liệu năm 2013 của Richard E. Robbins Girl Rising về giáo dục của trẻ em gái trên khắp thế giới với 10x10 Films, cùng sự tường thuật của Meryl Streep, Anne Hathaway, Alicia Keys và Cate Blanchett.
Mengiste dạy cho Chương trình MFA về Viết sáng tạo tại Queens College, Đại học Thành phố New York, và là một Giảng viên ngành Viết sáng tạo tại Trung tâm Nghệ thuật Lewis tại Đại học Princeton.